# جون شو (صحفي)
جون شو (بالإنجليزية: John Shaw)‏ هو صحفي بريطاني وأمريكي، ولد في 15 أغسطس 1957 في لنكولن في المملكة المتحدة، وتوفي في 25 نوفمبر 2013 بسبب مرض معد.